# Dragoman
Dragoman (búlgaro: Драгоман) é uma cidade da Bulgária, localizada no distrito de Sófia. A sua população era de 3,375 habitantes segundo o censo de 2010.

## População
| Dragoman | Dragoman | Dragoman | Dragoman | Dragoman | Dragoman | Dragoman | Dragoman | Dragoman | Dragoman | Dragoman | Dragoman | Dragoman | Dragoman | Dragoman | Dragoman | Dragoman | Dragoman | Dragoman | Dragoman |
| --- | -------- | -------- | -------- | -------- | -------- | -------- | -------- | -------- | -------- | -------- | -------- | -------- | -------- | -------- | -------- | -------- | -------- | -------- | -------- |
| Ano | 1887     | 1910     | 1934     | 1946     | 1956     | 1965     | 1975     | 1985     | 1992     | 2001     | 2002     | 2003     | 2004     | 2005     | 2006     | 2007     | 2008     | 2009     | 2010     |
| População |          |          |          | …        | …        | …        | 3,600    | 4,065    | 3,884    | 3,755    | 3,715    | 3,688    | 3,623    | 3,564    | 3,522    | 3,480    | 3,435    | 3,425    | 3,375    |
| Fontes: Instituto Nacional de Estatísticas, „citypopulation.de“, „pop-stat.mashke.org“, Bulgarian Academy of Sciences |          |          |          |          |          |          |          |          |          |          |          |          |          |          |          |          |          |          |          |